# Ongal Peak
Der Ongal Peak (englisch; bulgarisch връх Онгъл wrach Ongal) ist ein 1149 m hoher und vergletscherter Berg auf der Livingston-Insel im Archipel der Südlichen Shetlandinseln. Im Levski Ridge in den Tangra Mountains ragt er 0,55 km nördlich des Levski Peak, 1,8 km südöstlich des Zograf Peak und 2,5 km westsüdwestlich des Plana Peak auf.
Bulgarische Wissenschaftler nahmen zwischen 2004 und 2005 Vermessungen vor. Die bulgarische Kommission für Antarktische Geographische Namen benannte ihn 2005 nach der historischen Region Ongal im vormals bulgarischen Donaudelta.